# Акиф
Акиф (араб. عاكف — предающийся, занимающийся, живущий в уединении, оседлый) — мужское имя арабского происхождения, в переводе с арабского означает «трудолюбивый», «посвященный», «преданный», «настойчивый», «занятой». Распространено у многих народов, исповедующих ислам.